# Laguna Coatepeque
A  Laguna Coatepeque é um lago localizado na Guatemala. Localiza-se no departamento de  Santa Rosa, Município de Chiquimulilla.